# Wilhelm zur Nieden
Wilhelm zur Nieden (* 29. August 1878 in Fröndenberg; † 23. April 1945 in Berlin) war ein deutscher Ingenieur und ein Widerstandskämpfer gegen das NS-Regime.

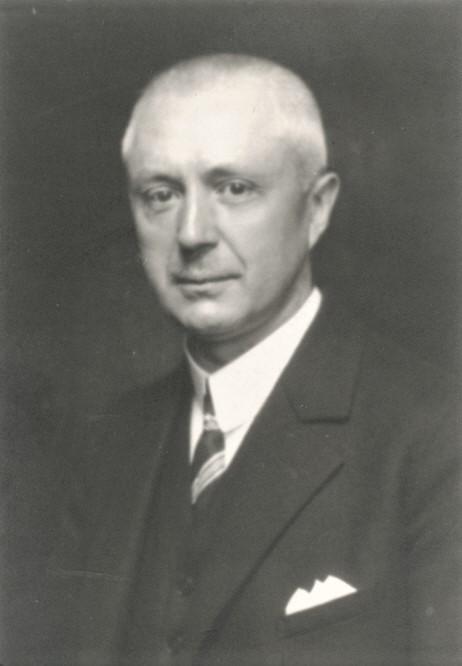
Wilhelm zur Nieden, 1930

## Leben und Wirken
Wilhelm zur Nieden war ein Sohn des evangelischen Pfarrers von Fröndenberg, (Adolph Theodor) Carl zur Nieden (1835–1906) und seiner Frau Henriette zur Nieden geb. Schulze-Holzwickede (1845–1908). Er hatte 10 Geschwister, von denen fünf schon im Kindesalter starben.
Wilhelm zur Nieden schloss seine Schulzeit an der Oberrealschule Bochum 1898 mit der Primareife ab.  Diese Qualifikation reichte aus, um anschließend elektrotechnische Wissenschaften an der Königlichen Technischen Hochschule Hannover zu studieren. Er schloss sein Studium nach der Diplomprüfung am 20. Dezember 1901 als Dipl.-Ing. Elektrotechnik ab.

### Aufstieg im Beruf (1902–1910)
Seine erste Anstellung fand Wilhelm zur Nieden 1902 bei der Gewerkschaft Deutscher Kaiser in Hamborn, einem Unternehmen des Industriellen August Thyssen, als erster Assistent des Betriebsleiters der ausgedehnten elektrischen Anlagen der Hüttenwerke und Bergwerksanlagen auf dem Werksgelände. 1904 wurde ihm die Überwachung der elektrischen Zentrale auf Schacht II mit einer effektiven Leistung von etwa 10 MW übergeben.
1907 wechselte Wilhelm zur Nieden aus der freien Wirtschaft in eine kommunale Anstellung und wurde Betriebsleiter in der Elektrizitätszentrale der Stadt Elberfeld an der Kabelstraße. Die Zentrale war das erste Kraftwerk im Kaiserreich, in dem Dampfturbinen zum Einsatz kamen, und damit eine technische Attraktion, die viele Besucher anzog.

### In leitenden Positionen – Barmen (1910–1927)
1910 wechselte er in bestem Einvernehmen mit seinem bisherigen Arbeitgeber Stadt Elberfeld als Direktor zu den städtischen Wasser- und Lichtwerken der Nachbarstadt Barmen. Vier anspruchsvolle Aufgaben waren durch die Wasser- und Lichtwerke Barmen zu bewältigen: die Sicherstellung der Trinkwasserversorgung, die Erweiterung der Kraftwerkskapazitäten zur Deckung des Barmer Strombedarfs, der Ausbau der Fernwärme und die Umstellung auf Ferngasversorgung.
Wilhelm zur Nieden wurde in der Stadtverordnetenversammlung vom 13. November 1917 für zwölf Jahre zum Beigeordneten der Stadt Barmen gewählt. Seine Wahl wurde durch das Preußische Staatsministerium aufgrund »Allerhöchster Ermächtigung seiner Majestät des Königs« bestätigt. In seine Zuständigkeit fielen fortan die Verwaltung der Wasser- und Lichtwerke, die Verwaltung der Badeanstalten, das Feuerlöschwesen und das Krankenbeförderungswesen. Er hatte der Stadtverordnetenversammlung Barmen regelmäßig Rechenschaft über seine Verantwortungsbereiche abzulegen.
Seine Hauptaufgabe seit 1910 war jedoch der Neubau des Gemeinschaftswerks Hattingen auf grüner Wiese im Ruhrtal zur Sicherstellung einer ausreichenden Stromversorgung für die Stadt Barmen. Eigentümer des Gemeinschaftswerks waren die Stadt Barmen und die Elektrizitätswerke Westfalen AG, ab 1925 umbenannt in Vereinigte Elektrizitätswerke Westfalen AG (VEW). Von 1910 bis 1927 war Wilhelm zur Nieden zuerst Vorstand, dann Geschäftsführer des Gemeinschaftswerks Hattingen und verantwortete den Neubau des Kraftwerks und alle Erweiterungen bis auf eine Leistung von 75 MW im Jahr 1927. Am 28. September 1923 wählte die Generalversammlung der Elektrizitätswerke Westfalen AG Wilhelm zur Nieden in den Aufsichtsrat.

### Beruflicher Höhepunkt – Leipzig (1927–1933)
Leipzig war in den 1920er Jahren die fünftgrößte Stadt im Deutschen Reich, mit 700.000 Einwohnern mehrfach größer als Barmen mit etwa 190.000 Einwohnern. 1926 suchte die Stadt Leipzig einen neuen Dezernenten für die städtischen Werke (Elektrizitätswerke, Gasanstalten, Wasserwerke, Bäder und Straßenbahn) mit etwa 10.000 Beschäftigten. Wilhelm zur Nieden gab seine Bewerbung am letzten Tag der Bewerbungsfrist ab. Am 6. Oktober 1926 wählten die Leipziger Stadtverordneten Wilhelm zur Nieden zum Dezernenten für die Stadtwerke mit der Amtsbezeichnung Stadtbaurat.
Während zur Niedens Amtszeit in Leipzig wurde das Elektrizitätswerk Nord bis 1932 auf eine Leistung von 34 MW ausgebaut, das Fernheiznetz erweitert und die Stadtbeleuchtung ausgedehnt. Das Gaswerk I vor dem Gerbertor wurde geschlossen und das Gaswerk II zum Zentralgaswerk ausgebaut. Zur Vermeidung von Bleivergiftungen nach dem Genuss von Leitungswasser wurde mit dem Bau von Entsäuerungsanlagen begonnen. Das Streckennetz der Straßenbahn wurde ausgebaut. Die Abgaben der Stadtwerke an die Stadtkasse Leipzig stiegen kontinuierlich von 4 Mio. RM auf 26 Mio. RM im Rechnungsjahr 1933/34. Die Verwendung der Gelder wurde immer mehr zum Gegenstand hitziger kommunalpolitischer Debatten.
Am 10. Mai 1933 wurde Wilhelm zur Nieden mit überwältigender Mehrheit von 51 gegen 20 Stimmen der Sozialdemokraten wiedergewählt, diesmal für eine Amtszeit von 12 Jahren. Jedoch gab es 1933 zunehmend Querelen mit den Nationalsozialisten, einen Untersuchungsausschuss »Stadtwerke« und umfangreiche Entlassungen auf Betreiben der Nationalsozialisten insbesondere bei den Stadtwerken. Die Machtverhältnisse in der Stadtverordnetenversammlung, im Stadtrat und im Verwaltungsrat der Stadtwerke verschoben sich zugunsten der NSDAP. Die Stadtverordnetenversammlung erklärte am 9. Oktober 1933 die Wiederwahl von Wilhelm zur Nieden am 10. Mai 1933 für ungültig. Oberbürgermeister Carl Goerdeler konnte dies trotz seines noch großen Einflusses nicht verhindern. Wilhelm zur Nieden musste seine Ämter aufgeben und mit 55 Jahren in den vorläufigen Ruhestand gehen.

### Im Unruhestand – Berlin (1934–1944)
Wilhelm zur Nieden muss sich bewusst gewesen sein, dass er eine vergleichbar verantwortungsvolle und hochdotierte Anstellung wie in Leipzig unter dem nationalsozialistischen Machteinfluss in keiner Kommune des Deutschen Reichs je wieder würde erlangen können, aber auch nicht müssen, denn sein Ruhegehalt war ausreichend hoch. Aus einem vorläufigen Ruhestand wurde allerdings ein Unruhestand. Einerseits wollte Wilhelm zur Nieden weiterhin in seiner Branche Energiewirtschaft tätig bleiben, Kontakte und Fürsprecher hatte er dafür zahlreich, andererseits wird er nicht erwartet haben, dass Gremienvertreter der Stadt Leipzig ihn über Jahre mit Denunziationen verfolgten, gegen die er sich regelmäßig wehren musste und die ihn um Anstellung, Aufträge und auch seine Mitgliedschaft im Verein Deutscher Ingenieure bringen sollten.
1934 und 1935 arbeitete Wilhelm zur Nieden ehrenamtlich für die Reichsgruppe Energiewirtschaft. Sein Hauptaugenmerk lag in beiden Jahren auf der Suche nach einem Grundstück und den Bau eines Zwei-Familien-Wohnhauses in Kleinmachnow südlich von Berlin für seine Schwester Maria Anna und einen seiner Neffen mit ihren Familien. Das Haus war Ende 1935 bezugsfertig. Er selbst und seine Schwestern Elise und Margarete zogen 1937 in ein Wohnhaus mit großem Garten in der Adalbertstraße 56 in Berlin-Schlachtensee.
Ab 1936 war Wilhelm zur Nieden als selbstständiger Sachverständiger und Gutachter für die Präsidialabteilung des Rechnungshofs des Deutschen Reichs in Berlin unter der Leitung von Kurt Baron von Stempel tätig. Bis Ende 1939 erstellte er Gutachten zur Gas-, Wasser- und Elektrizitätsversorgung der Städte Altona, Offenbach, Wiesbaden, Gelsenkirchen, Breslau, Dortmund und Dresden. Die Tätigkeit Wilhelm zur Niedens für den Rechnungshof nahm der kommissarische Oberbürgermeister von Leipzig Haake (NSDAP) zum Anlass, am 27. Januar 1937 ein Denunziationsschreiben an den Präsidenten des RRH zu verfassen. Haake schickte am 9. Februar 1937 ein weiteres Denunziationsschreiben an die Abteilung Berufsmoral bei der Reichsleitung der NSDAP. Der Präsident des Reichsrechnungshofs Moritz Saemisch und der Leiter der Präsidialabteilung Kurt Baron von Stempel ließen sich jedoch nicht darin beirren, Wilhelm zur Nieden weiterhin als Gutachter zu beschäftigen. 

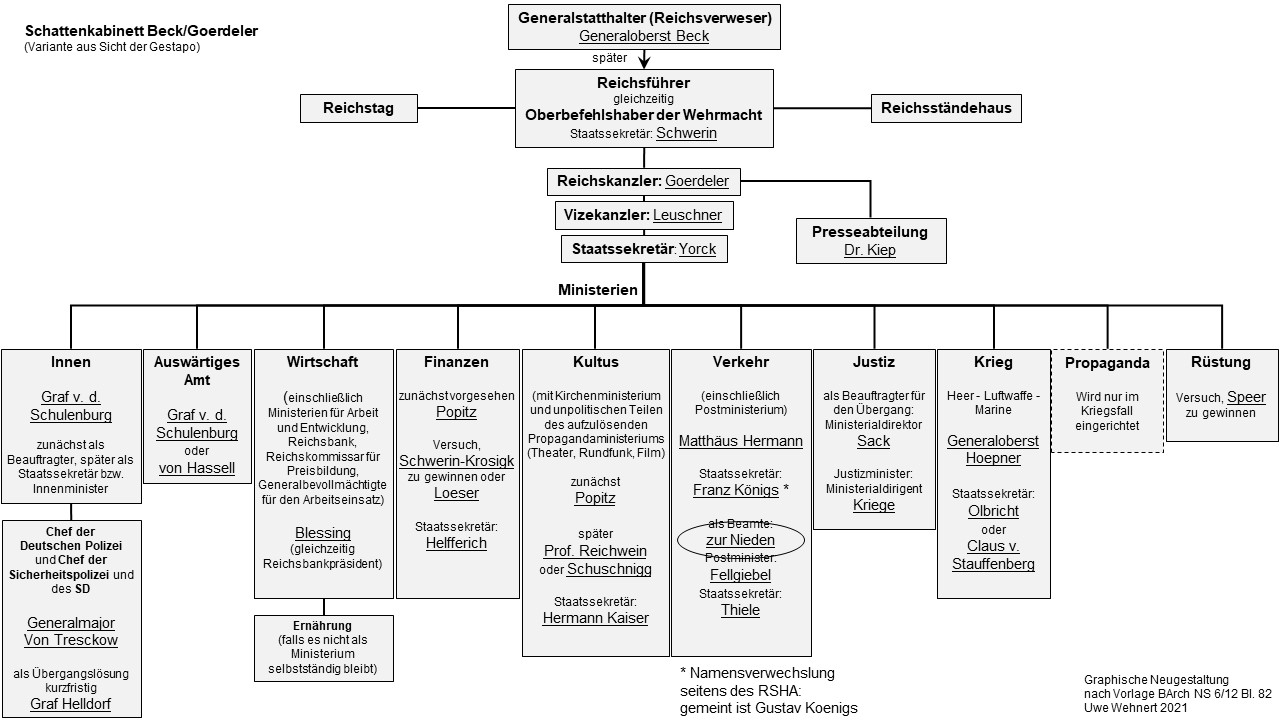
Schattenkabinett Beck/Goerdeler (nach Ermittlungen des Reichssicherheitshauptamtes)

Von 1940 bis Februar 1942 war Wilhelm zur Nieden als Gruppenleiter in Abteilung III (Industrie) der Haupttreuhandstelle Ost in Berlin tätig. Ab März 1941 war er mit der von ihm geleiteten Gruppe E für die Branchen Energiewirtschaft (Gas, Wasser, Elektrizität), Elektroindustrie und Verkehrsunternehmen zuständig. Diese Tätigkeit war völkerrechtlich keineswegs unpolitisch und unproblematisch.

### Einbindung in den Widerstand, Untersuchungshaft, Todesurteil
Zur Nieden stand regelmäßig in Kontakt mit seinem früheren Vorgesetzten, dem ehemaligen Leipziger Oberbürgermeister Carl Friedrich Goerdeler. Am 30. Dezember 1943 erklärte sich zur Nieden bei einem Besuch bei Carl Goerdeler in dessen Haus in Leipzig bereit, eine leitende Stellung im Reichsverkehrsministerium nach einem Regierungswechsel zu übernehmen.

Nach dem gescheiterten Attentat auf Adolf Hitler am 20. Juli 1944 wurde er im 20. August 1944 im mecklenburgischen Dorf Marienhof bei Krakow am See verhaftet. Er wurde im Gefängnis Berlin-Tegel und im Zellengefängnis Lehrter Straße inhaftiert. Der Haftbefehl wurde ihm am 21. Oktober 1944 zugestellt. Dieser war auf Freitag, den 13. Oktober 1944 datiert. Der Oberreichsanwalt erhob am 24. November 1944 Anklage vor dem Volksgerichtshof. Am 19. Januar 1945 verurteilte ihn der Erste Senat des Volksgerichtshofs unter dem Vorsitz von Roland Freisler zum Tode.

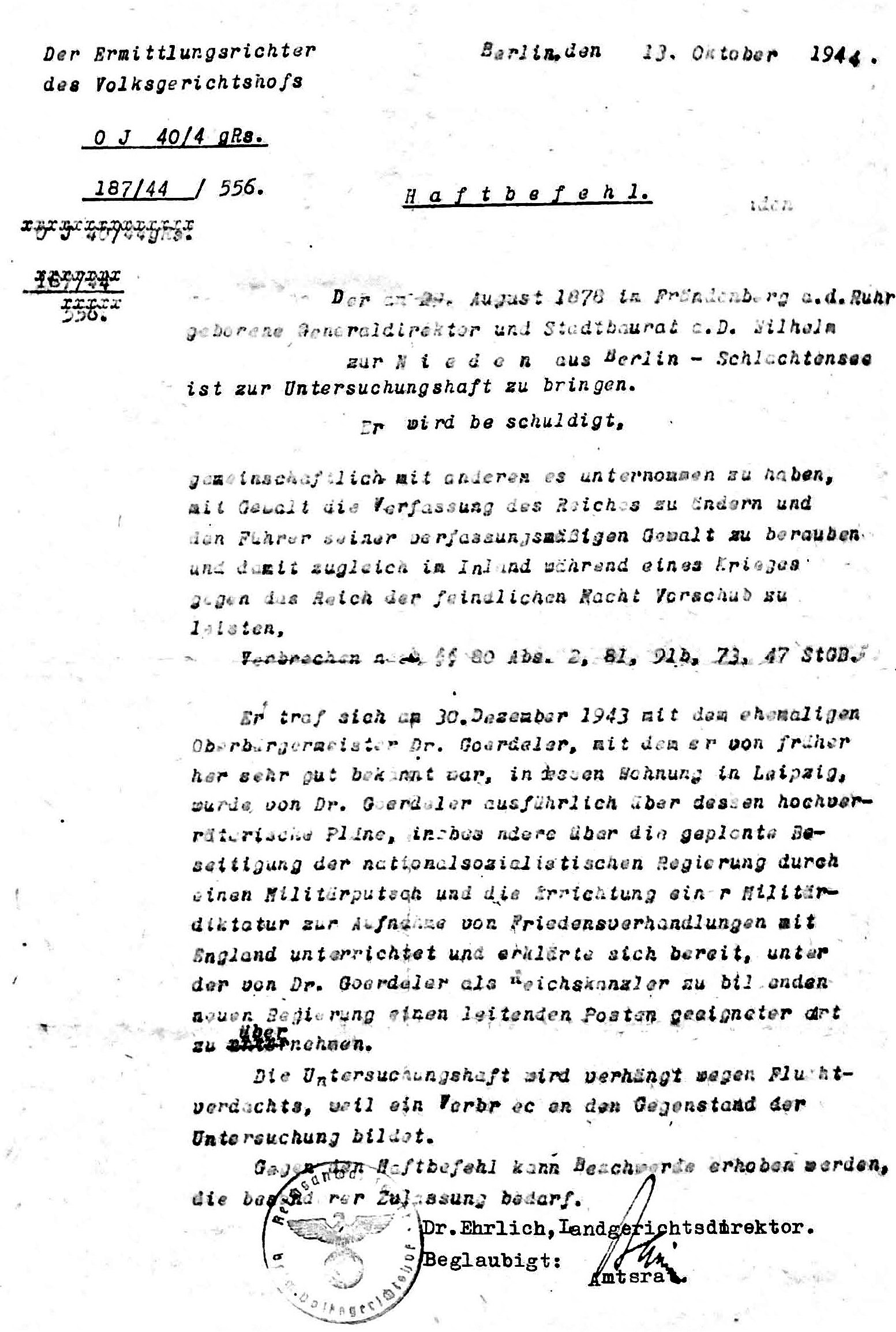
Haftbefehl Freitag, 13. Oktober 1944

### Ermordung durch ein SS-Sonderkommando
Wilhelm zur Nieden wurde zusammen mit Klaus Bonhoeffer, Rüdiger Schleicher und dreizehn weiteren Inhaftierten des Zellengefängnisses Lehrter Straße in der Nacht auf den 23. April 1945 kurz nach Mitternacht von einem SS-Sonderkommando unter Leitung des SS-Sturmbannführers Kurt Stawizki aus dem Zellengefängnis abgeführt, um sie auf dem ULAP-Gelände an der Invalidenstraße in Berlin zu erschießen. Nur ein Inhaftierter (Herbert Kosney) überlebte lebensgefährlich verletzt. Die erste Gruppe der Toten (mit Wilhelm zur Nieden) wurde noch am selben Tag, die zweite Gruppe mehr als zwei Wochen später am 12. Mai 1945 gefunden.

## Gedenken

### Ehrengrab auf dem Dorotheenstädtischen Friedhof in Berlin

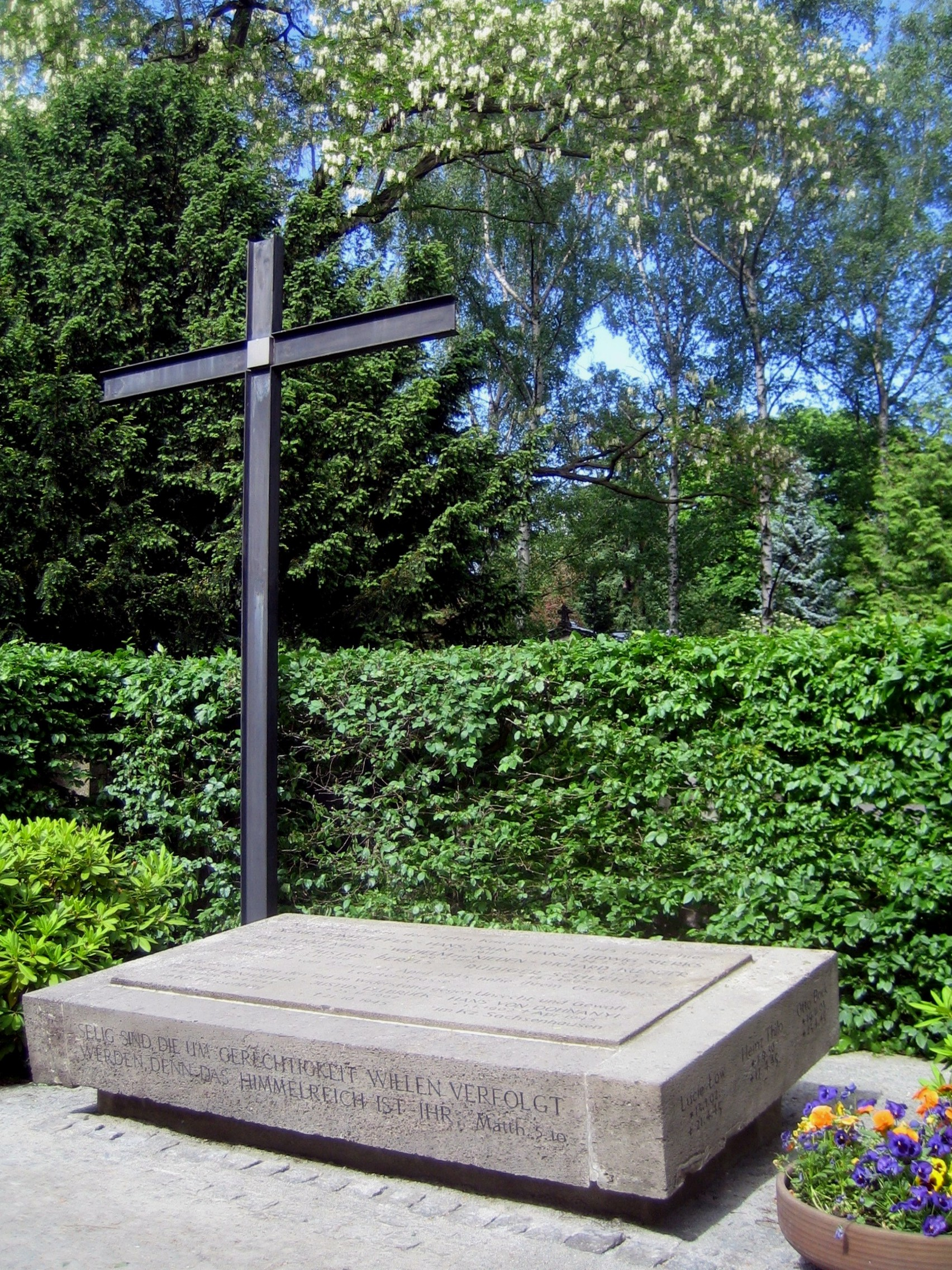
Grab Wilhelm zur Niedens und anderer auf dem Dorotheenstädtischen Friedhof

Wilhelm zur Nieden wurde in den letzten Kriegstagen in einem Massengrab (Grabanlage 49) auf dem Dorotheenstädtischen Friedhof in Berlin zusammen mit weiteren 71 Toten beerdigt. Ein Gedenkstein mit dem eingemeißelten Matthäus-Spruch (Matthäus 5,10) »Selig sind, die um Gerechtigkeit willen verfolgt werden, denn das Himmelreich ist ihr« erinnert dort an acht der am 23. April 1945 ermordeten Inhaftierten des Zellengefängnisses Lehrter Straße und an sechs weitere Widerstandskämpfer, deren Leichen nach ihrer Ermordung nicht gefunden werden konnten. Am 10. August 1999 beschloss der Senat des Landes Berlin die Einrichtung einer Ehrengrabstätte.

### Erinnerungen und Würdigungen
In seiner Geburtsstadt Fröndenberg/Ruhr wird mit einer Gedenktafel auf dem Grab seiner Eltern an Wilhelm zur Nieden erinnert. In Wuppertal ist der Zur-Nieden-Weg, eine Seitenstraße der Adolf-Vorwerk-Straße, im Wohnquartier Lichtenplatz (Stadtteil Unterbarmen) nach ihm benannt.

## Schriften
- Die Versorgung der bergischen Industrie und der Stadt Barmen mit Gas, Wasser und Elektrizität, 1921.[36]
- Gas, Wasser und Elektricität, 1922.[37]
- Gas-, Wasser- und Stromversorgung der Stadt Barmen, 1926.[38]
- Fernheizung der Stadt Barmen, 1926.[39]
- Milchversorgung der Stadt Barmen, 1926.[40]
- Die Milchversorgung der Stadt Barmen, vermutlich um 1926.[41]
- Die Stadtwerke – das finanzielle Rückgrat Leipzigs, 1934.[42]
- Die Tragweite des Energiewirtschaftsgesetzes, 1936.[43]